# Gormiti
Gormiti (pol. „Gormici” – mieszkańcy wyspy Gorm) – bohaterowie serii dziecięcych zabawek, służących do gry i kolekcjonowania.
Figurki Gormiti wykonane są z tworzywa sztucznego, zwykle wielkości 5–6 cm.  Do figurek dołączane są karty z opisem postaci oraz liczbą punktów istotnych podczas rozgrywki. Dodatkowo na jednej z nóg figurki jest narysowana cyferka. Zabawa polega na dodaniu punktów karty z punktami na nodze Gormita. Wygrywa ten, kto zdobędzie większą liczbę punktów. Legenda Gormitów mówi, że są oni wojownikami podzielonymi na dwie armie, dobra i zła. Dodatkowo armie dzielą się na nacje, zwane ludami, ze względu na zamieszkiwane terytorium i skojarzoną moc żywiołów, która określa ich wygląd i sposób walki.
Projektantem postaci jest Gianfranco 'Henry' Enrietto, a historia inspirowana książką autorstwa Leandro Consumi. Od roku 2005 figurki są produkowane i sprzedawane w wielu krajach przez włoski koncern Giochi Preziosi. Pojedyncze opakowania w formie nieprzezroczystej saszetki uniemożliwiają wybór kupowanej postaci, co stanowi dodatkową atrakcję i powodować może dublowanie się zakupionych zabawek. To z kolei rodzi zjawisko wymiany i tworzy rynek wtórny, ułatwiając kompletowanie kolekcji.
Sukces i popularność serii wpłynęły na powstanie wielu innych produktów dla dzieci, związanych z Gormiti, w tym serialu animowanego Gormiti.

## Serie zabawek

### Seria 1
Wydana po raz pierwszy we Włoszech w roku 2005. Wprowadzono 42 figurki Gormitów podzielone na 4 nacje dobra: Ziemi, Powietrza, Lasu oraz Morza oraz 2 nacje złych: Lawy i Magmy. Każde plemię składa się z 7 różnych figurek, z czego jedna większa, wyróżniona jako władca danego ludu.
Legenda opisująca historię Gormitów mówi, że we wnętrzu nieaktywnego dotąd wulkanu obudził się Magor, zły duch, pragnący przybrać cielesną powłokę. Potrzebuje do tego życiowej energii, którą zamierza odebrać mieszkańcom wyspy. Powołuje z lawy do życia pierwszych złych wojowników: Magmiona i Laviona, którzy zabijają mieszkańców wyspy i przy braku dalszego źródła energii wycofują się. Obserwujący to Stary Mędrzec zapłakał, a z jego łez powstało magiczne Oko Życia. Z jego pomocą tworzy 4 ludy Gormitów. W odpowiedzi na to wulkan wybucha i Magor doprowadza do skłócenia Gormitów, którzy toczą walki między sobą.
| Ludzie Ziemi | Ludzie Lasu | Ludzie Morza | Ludzie Powietrza | Ludzie Magmy                                                                                                 | Ludzie Lawy |
| --- | --- | --- | --- | --- | --- |
| - Geos – Władca Mocy - Odkrywca Kryjówek - Trzęsący Ziemią - Grawitiusz Silny - Stalowy Grzbiet - Kret Dziurokop - Ślepy Gniew | - Sarau – Pan Lasu - Mądry Niszczyciel - Szybki Naśladowca - Śmiertelny Bat - Łamacz Gałęzi - Kwiatowy Truciciel - Miotacz | - Poivrons – Władca Morza - Wiekowa Meduza - Delos – Książę Mórz - Niezastąpiona Mantra - Młot Drapieżca - Straszliwe Kleszcze - Krab Mściciel | - Noctis – Władca Przestworzy - Niedościgły Cios - Surowy Strażnik - Samotny Orzeł - Magiczna Strażniczka - Stalowy Dziób - Alos Hipnotyzer | - Magmion – Władca Zła - Łowca Myśli - Ryczący Strażnik - Okrutny Pająk - Elektrikon - Insekt - Ognisty Młot | - Lavion – Władca Strachu - Ognisty Anioł - Miotacz Ognia - Anonim o wielu wcieleniach - Eweliusz Straszliwy - Mastodont - Lawor Mocarny |

### SeriaMystica
Figurki z pierwszej serii zostały przemalowane, a ich elementy zyskały kolory srebrny i złoty.

### Seria 2
Wydana w grudniu 2005 roku seria druga wprowadza ujednoliconą nację Ludzi Wulkanu, która zastępuje dotychczasowy niejasny podział na Ludzi Lawy i Magmy. Oprócz 6 figurek w każdej z 5 nacji dostępne jest po jednej dodatkowej figurce, sprzedawanej wyłącznie w zestawach.
Legenda opisuje turniej rozgrywany w Dolinie Astreg, mający rozstrzygnąć spór o dominację na wyspie. Walki toczą przedstawiciele czterech ludów, a zwycięża Carrapax i zaprowadza pokój. Od tej chwili Gormiti walczą wspólnie przeciw nowemu Władcy Wulkanu – Władcy Strachu. Magor dostrzega jednak zwątpienie i słaby punkt u Heliosa – Władcy Powietrza, który wraz ze swoim ludem zostaje przyciągnięty na stronę zła.
| Ludzie Ziemi | Ludzie Lasu | Ludzie Morza | Ludzie Powietrza | Ludzie Wulkanu |
| --- | --- | --- | --- | --- |
| - Kolossus – Władca Ziemi - Podziemiec - Głazolbrzym - Diament Pradawny Żołnierz - Stalaktyt Nieprzenikniony - Głazomiot - Ziemiopal | - Barbatus – Władca Lasu - Pień Działo - Pradawny Wartownik - Kat Ciemiężyciel - Zarodnik Okrutny - Sferst Pożeracz - Cierpliwy | - Carrapax – Władca Morza - Rozważny Heliko - Morena Niszczycielka - Kamień – Sierżant Morza - Okrążyciel - Hipnotyczna Żaba - Żółwica Jasnowidz | - Helios – Władca Nieba - Magiczny Kruk - Śmiercionośny Smok - Mistyk Pożeracz Umysłów - Mordercza Ciemność - Cichy Sokół – Hrabia Nieba - Tornadoskrzydły Dręczyciel | - Władca Strachu – Pan Wulkanu - Koszmar Ognia - Tajemniczy Rycerz - Wściekły Gejzer - Podrzynacz Stalowe Ostrze - Rozżarzony Fantom - Bombiec Siła Ognia |

### SeriaAtomic
Figurki znane z drugiej serii zmodyfikowano wprowadzając elementy półprzezroczyste, świecące w ciemności, albo zmieniające kolor w ciepłej lub zimnej wodzie.
Wyjaśnieniem tych zmian w legendzie jest wynagrodzenie Heliosa za zdradę i przejście na stronę zła, za co otrzymuje on od Magora moc Światła. W odpowiedzi na to Stary Mędrzec dokonuje przemiany trzech pozostałych plemion w celu ich wzmocnienia i zrównania sił w walce przeciw sojuszowi wojowników Władcy Strachu i Heliosa.

### Seria 3
Wydana w lutym 2007 roku trzecia seria do znanych wcześniej nacji wprowadza dwie nowe: Ludzi Światła i Ludzi Ciemności.
Władca Strachu otrzymał misję pojmania Starego Mędrca, który przeciwstawia się złu. Barbatus, Kolossus i Karrapax spotkali się i pojednali przy Świętym Ołtarzu Życia, a ich łzy wzruszenia wywołały Promień Światła. Oko Życia rozbłysło i połączyło ze Światłem, a wywołana eksplozja dała życie nowemu pokoleniu Gormitów pod przewodnictwem Luminosa Najwyższego. Magor tymczasem powołał nowego Władcę Wulkanu: Armageddona. Z wulkanu wystrzelił w niebo głaz, który dał początek Diabelskiemu Feniksowi – Władcy Nieba. Magor rzucił zaklęcie otwierające portal do Ciemnego Horyzontu i przywołał Mrocznego Obscurio – Władcę Ciemności. 
| Ludzie Ziemi | Ludzie Lasu                                                                                                  | Ludzie Morza | Ludzie Powietrza | Ludzie Wulkanu | Ludzie Światła | Ludzie Ciemności |
| --- | --- | --- | --- | --- | --- | --- |
| - Pradawny Thorg – Władca Ziemi - Skała Fenomen - Burzowy Piasek - Tajemniczy Czarny Opal - Skamienialec Pradawny Krzyk - Kamienny Kolec | - Potężny Pień – Władca Lasu - Dębobestia Drażliwy - Moczarnik Okrutny - Mszywioł - Magikstem Magik - Ostrze | - Nobilmantis – Władca Morza - Trujący Język Pogromca Mórz - Nieobliczalny - Narvalion Nieugięty - Tentaklos Wytrwały Łowca - Rekin Morski Młot | - Diabelski Feniks – Władca Nieba - Mistyczna Ćma - Stalowy Dziób Wojownik - Smok Ogniopal - Magiczna Sowa Czarownik - Crudelion Przeklęty | - Armageddon – Władca Wulkanu - Navus Szyderca - Skorpios Podłe Żądło - Kuźniec Ognisty Młot - Brags Smutny Kosiarz - Sentinel Strażnik Lawy | - Luminos Najwyższy – Władca Światła - Kometa Mrożące Światło - Oślepiający Obrońca - Pryzmagon Wojownik Światła - Salaris Ogniomistrz - Elektrykon | - Mroczny Obscurio – Władca Ciemności - Moonarius Ciemny Czarnoksiężnik - Cień Zagłady - Czarny Panterion Sierżant Terroru - Czarny Połykacz - Darkalion Duch Cienia |

### SeriaMythos
Modyfikacji poddano także serię trzecią. Występują w niej elementy metaliczne, świecące w ciemności, półprzezroczyste lub reagujące na temperaturę.
Legenda opisuje przemianę jako efekt promieniowania energii miecza Luminosa Najwyższego, który przesłał energię z nieba na Gormitów.

### SeriaEnergheia
Po trzech zasadniczych seriach odmiennych bohaterów oraz ich edycjach w odmienionej wersji kolorystycznej, dokonano jeszcze jednej wariacji na temat serii pierwszej. Tym razem szata kolorystyczna została zachowana z oryginału, jednak pogrubiono stosunkowo wątłe sylwetki figurek i w takiej formie wprowadzono serię Energheia na rynki innych krajów Europy i USA, gdzie przedstawiono je jako seria pierwsza.
Powrót ludów 1 serii z głębi ziemi legenda tłumaczy jako wsparcie dla Gormitów w wyniku magicznego zaklęcia pradawnego rytuału Wiecznego Przebudzenia, które wypowiedział Stary Mędrzec ukrywający się w Jaskini Roscamar. Ponadto z lasu wyłonili się Pradawni Strażnicy, aby wesprzeć swoje plemiona. Także źli Ludzie Wulkanu otrzymują od Magora moc spalania, a Ludzie Powietrza (w tej serii występują jeszcze po stronie zła) odzyskują Moc Magicznej Lekkości, a dla równowagi sił także dwóch okrutnych Strażników.   

### SeriaFinal Evolution
Jest to najbardziej liczna seria figurek, bo składająca się z dwóch części:
- Bohaterowie poprzedniej serii Energheia (znani też wcześniej z Serii 1) poddani efektom kolorystycznym jak w Atomic, czyli elementy półprzezroczyste, świecące w ciemności, lub reagujące na temperaturę.
- Przemodelowane sylwetki postaci z Serii 3, które uległy mutacjom zmieniając przy tym nazwy swoich plemion: Ziemi na Diamentu, Lasu na Ognistego Lasu, Morza na Lodu, Powietrza na Skamieniałości, Wulkanu na Metalu, Światła na Słońca i Ciemności na Księżyca.

Dość zawiła fabuła wyjaśnia wszystkie zmiany działaniem energii Neozonu. Ostateczna bitwa stoczona w Dolinie Przeznaczenia prowadzi katastrofalnej kumulacji energii, wytwarzającej portal do innego wymiaru, który pochłania znaczną część Gormitów. 

### Seria Cartoon
Pierwsza seria na podstawie animacji, wzorowana na pierwszym sezonie serialu Gormiti. Przedstawia historię zbliżona do tej z serialu, jednak (tak jak w przypadku komiksów) znajdują się pewne różnice.

### SeriaElemental Fusion
Seria (tak jak poprzednia) wzorowana na pierwszym sezonie serialu animowanego. Wygląd postaci jednak bardzo się zmienił.
Znaczącą różnicą jest także posiadanie przez każdą figurkę pod stopą funkcji mowy, która uruchamia się po postawieniu gormita na ołtarzu.

### Seria Era Całkowitego Zaćmienia
Seria opowiada o drugim sezonie serialu. Tak jak w przypadku serii Cartoon historia odbiega od pierwowzoru.
Podobnie jak w serii Elemental Fusion figurki posiadają funkcję mowy.

### Seria Titanium
Seria opowiada o drugim sezonie serialu. Każda postać ma w sobie skrytkę na fragment broni, po jej złożeniu, co wymaga jednak zakupu kilku figurek, można wyposażyć w nią jakąś postać.

### SeriaNeorganic
Opowiada o trzecim sezonie. Seria ta nie była dostępna w Polsce.

### Seria Morfogeneza
Seria nie związana z poprzednimi. Wszystkie czarne charaktery zostały zakwalifikowane do jednej grupy, bez podziału na domeny.

### SeriaLuxion
Swego rodzaju reboot, bądź prequel do poprzednich serii. Miał być wstępem do serii na podstawie serialu animowanego. Określenie Ludzie (np. ludzie wiatru) zostało zastąpione określeniem plemię.

### Seria Gormiti
Seria oparta na serialu z 2012 roku. Pierwsza seria, która miała możliwość przeniesienia figurek w wymiar wirtualny.